# ایجنویل
ایجنویل (به فرانسوی: Agenville) یک کمون در فرانسه است که در Canton of Bernaville واقع شده‌است.

## خصوصیات
ایجنویل ۳٫۳ کیلومترمربع مساحت و ۱۰۶ نفر جمعیت دارد و ۱۴۰ متر بالاتر از سطح دریا واقع شده‌است.